# Unione Sportiva Lecce 1993-1994

Rosario Biondo e Roberto Baggio in azione nel settembre 1993 durante - (1-1)

Questa voce raccoglie le informazioni riguardanti l'Unione Sportiva Lecce nelle competizioni ufficiali della stagione 1993-1994.

## Stagione
Nella stagione 1993-1994 il Lecce disputa il massimo campionato a distanza di tre stagioni dall'ultima partecipazione alla Serie A. Il club salentino, presieduto dal settembre 1993 da Giuseppe Bizzarro, subentrato a Franco Jurlano, e guidato dal nuovo tecnico Nedo Sonetti, parte con il piede sbagliato e resta fuori dalla corsa per ottenere la salvezza fin dalle prime battute del torneo. Nel novembre 1993, dopo cinque sconfitte nelle prime cinque giornate, a Sonetti subentra Rino Marchesi, ma la tendenza non cambia, con sette sconfitte e due pareggi nelle prime nove giornate. La prima vittoria, per 5-1 in casa contro l'Atalanta, arriva alla decima giornata ed è il successo con il più ampio scarto dei giallorossi in massima serie. Raccolti appena quattro punti nel girone di andata, chiuso con sette sconfitte di fila, nel girone di ritorno la squadra mostra qualche lieve miglioramento, ma è sempre nettamente staccata dalle concorrenti in lotta per evitare la retrocessione. Conclude il campionato all'ultimo posto, con soli 11 punti ottenuti in 34 partite e 26 sconfitte subite, a fronte di 3 vittorie e 5 pareggi. 
Nella Coppa Italia la squadra giallorossa entra in gioco nel secondo turno, ma trova subito l'eliminazione nel doppio confronto con l'Udinese.

## Divise e sponsor
Il fornitore di materiale tecnico per la stagione 1993-1994 è stato Asics, mentre non vi era alcuno sponsor di maglia.
| Casa | Trasferta |

## Rosa
| N. |                   | Ruolo | Calciatore                      |
| -- | ----------------- | ----- | ------------------------------- |
|    | Italia (bandiera) | P     | Davide Torchia                  |
|    | Italia (bandiera) | P     | Riccardo Napolitano             |
|    | Italia (bandiera) | P     | Giuseppe Gatta                  |
|    | Italia (bandiera) | D     | Rosario Biondo                  |
|    | Italia (bandiera) | D     | Simone Altobelli                |
|    | Italia (bandiera) | D     | Stefano Carobbi                 |
|    | Italia (bandiera) | D     | Egidio Ingrosso                 |
|    | Italia (bandiera) | D     | Pasquale Padalino               |
|    | Italia (bandiera) | D     | Stefano Trinchera               |
|    | Italia (bandiera) | D     | Giampaolo Ceramicola (capitano) |
|    | Italia (bandiera) | D     | Rufo Emiliano Verga             |
|    | Italia (bandiera) | C     | Renato Olive                    |
|    | Italia (bandiera) | C     | Stefano Melchiori               |
|    | Italia (bandiera) | C     | Marco Barollo                   |
|    | Italia (bandiera) | C     | Egidio Notaristefano            |
|    | Italia (bandiera) | C     | Luigi Frisullo                  |

| N. |                     | Ruolo | Calciatore          |
| -- | ------------------- | ----- | ------------------- |
|    | Italia (bandiera)   | C     | Valerio Gazzani     |
|    | Brasile (bandiera)  | C     | Gérson Caçapa       |
|    | Italia (bandiera)   | C     | Carmelo Russo       |
|    | Italia (bandiera)   | C     | Franco Marchegiani  |
|    | Italia (bandiera)   | C     | Andrea Fattizzo     |
|    | Germania (bandiera) | C     | André Gumprecht     |
|    | Italia (bandiera)   | C     | Orazio Russo        |
|    | Italia (bandiera)   | A     | Claudio D'Onofrio   |
|    | Italia (bandiera)   | A     | Paolo Baldieri      |
|    | Italia (bandiera)   | A     | Giampiero Cazzella  |
|    | Italia (bandiera)   | A     | Simone Erba         |
|    | Italia (bandiera)   | A     | Andrea D'Amblè      |
|    | Ghana (bandiera)    | A     | Kwame Ayew          |
|    | Italia (bandiera)   | A     | Pasquale Luiso      |
|    | Italia (bandiera)   | A     | Alessandro Morello  |
|    | Brasile (bandiera)  | A     | Luís Carlos Tóffoli |

## Calciomercato

### Sessione autunnale
| Acquisti | Acquisti            | Acquisti | Acquisti |
| R.       | Nome                | da       | Modalità |
| -------- | ------------------- | -------- | -------- |
| D        | Rufo Emiliano Verga | Milan    | -        |
| A        | Simone Erba         | Leffe    | -        |

| Cessioni | Cessioni            | Cessioni  | Cessioni              |
| R.       | Nome                | a         | Modalità              |
| -------- | ------------------- | --------- | --------------------- |
| A        | Andrea D'Amblè      | Casarano  | -                     |
| A        | Claudio D'Onofrio   | Lumezzane | -                     |
| A        | Pasquale Luiso      | Sora      | -                     |
| A        | Alessandro Morello  | Acireale  | -                     |
| A        | Luís Carlos Tóffoli | -         | rescissione contratto |

## Risultati

### Serie A

#### Girone di andata
| Arbitro: | Luci (Firenze) |

|  |           |           |
|  | Marcatori | 54’ Boban |

| Arbitro: | Rodomonti (Teramo) |

|                 |           |  |
| Zola 29’ (rig.) | Marcatori |  |

| Arbitro: | Chiesa (Milano) |

|  |           |                          |
|  | Marcatori | 22’ P. Bresciani 90’ Roy |

| Arbitro: | Brignoccoli (Ancona) |

|                       |           |            |
| Jugovic 42’ Platt 79’ | Marcatori | 44’ Gerson |

| Arbitro: | Fucci (Salerno) |

|                                   |           |              |
| Ceramicola 58’ (aut.) Turrini 88’ | Marcatori | 45’ Baldieri |

| Arbitro: | Boggi (Salerno) |

|              |           |                      |
| Baldieri 23’ | Marcatori | 68’ (rig.) R. Baggio |

| Arbitro: | Bazzoli (Merano) |

|                 |           |            |
| Branca 58’, 77’ | Marcatori | 84’ Biondo |

| Lecce 17 ottobre 1993 8ª giornata | Lecce                         | 0 – 0 referto | Genoa | Stadio Via del Mare\| Arbitro: \| Quartuccio (Torre Annunziata) \| |
| Arbitro:                          | Quartuccio (Torre Annunziata) |               |       |                                                                    |

| Arbitro: | Rosica (Roma) |

|                                      |           |              |
| Fonseca 27’ Policano 76’ Pecchia 82’ | Marcatori | 32’ Padalino |

| Arbitro: | Pairetto (Nichelino) |

|                                                                        |           |          |
| O. Russo 47’, 80’ Ceramicola 48’ Baldieri 65’ (rig.) Notaristefano 79’ | Marcatori | 14’ Ganz |

| Arbitro: | Trentalange (Torino) |

|                            |           |              |
| Dezotti 43’ A. Tentoni 82’ | Marcatori | 33’ O. Russo |

| Arbitro: | Amendolia (Messina) |

|  |           |                     |
|  | Marcatori | 80’ Lanna 88’ Balbo |

| Arbitro: | Treossi (Forlì) |

|                                        |           |  |
| Ceramicola 45’ (aut.) Silenzi 66’, 76’ | Marcatori |  |

| Arbitro: | Braschi (Prato) |

|                   |           |                                |
| Notaristefano 90’ | Marcatori | 33’ Bergkamp 84’, 87’ Shalimov |

| Arbitro: | Bolognino (Milano) |

|              |           |  |
| Padovano 71’ | Marcatori |  |

| Arbitro: | Cesari (Genova) |

|             |           |                          |
| Gazzani 22’ | Marcatori | 31’ Winter 90’ Casiraghi |

| Arbitro: | Dinelli (Lucca) |

|                              |           |              |
| Oliveira 16’ Dely Valdes 86’ | Marcatori | 24’ Padalino |

#### Girone di ritorno
| Milano 9 gennaio 1994 18ª giornata | Milan                                  | 0 – 0 referto | Lecce | Stadio Giuseppe Meazza\| Arbitro: \| Pellegrino (Barcellona Pozzo di Gotto) \| |
| Arbitro:                           | Pellegrino (Barcellona Pozzo di Gotto) |               |       |                                                                                |

| Arbitro: | Arena (Ercolano) |

|          |           |             |
| Ayew 32’ | Marcatori | 51’ Minotti |

| Arbitro: | Tombolini (Ancona) |

|                                                                   |           |  |
| Cappellini 12’, 46’ Caini 57’ P. Bresciani 75’ Stroppa 90’ (rig.) | Marcatori |  |

| Arbitro: | Racalbuto (Gallarate) |

|  |           |                                                     |
|  | Marcatori | 53’ Vierchowod 86’ (aut.) Ceramicola 90’ R. Mancini |

| Arbitro: | Cinciripini (Ascoli Piceno) |

|              |           |                 |
| O. Russo 51’ | Marcatori | 79’ M. Brioschi |

| Arbitro: | Brignoccoli (Ancona) |

|                                                         |           |          |
| Möller 2’ Marocchi 25’ Ravanelli 26’, 67’ R. Baggio 51’ | Marcatori | 60’ Ayew |

| Arbitro: | Bettin (Padova) |

|              |           |  |
| Padalino 72’ | Marcatori |  |

| Arbitro: | Dinelli (Lucca) |

|                        |           |  |
| Ciocci 21’ Onorati 28’ | Marcatori |  |

| Arbitro: | Treossi (Forlì) |

|  |           |             |
|  | Marcatori | 51’ Fonseca |

| Arbitro: | Bazzoli (Merano) |

|                               |           |                                            |
| Orlandini 25’ Morfeo 81’, 87’ | Marcatori | 38’ Biondo 39’ Gerson 64’ Gazzani 90’ Ayew |

| Arbitro: | Boggi (Salerno) |

|                         |           |                                                              |
| Baldieri 42’ Gerson 70’ | Marcatori | 13’ (rig.), 55’ Maspero 75’ (aut.) Padalino 90’ Giandebiaggi |

| Arbitro: | Quartuccio (Torre Annunziata) |

|                                       |           |  |
| Rizzitelli 21’ Balbo 45’ Cappioli 56’ | Marcatori |  |

| Arbitro: | Pellegrino (Barcellona Pozzo di Gotto) |

|              |           |                                 |
| Baldieri 40’ | Marcatori | 15’ Venturin 28’ (rig.) Silenzi |

| Arbitro: | Boggi (Salerno) |

|                                                |           |              |
| Jonk 19’, 47’ Bergkamp 50’ (rig.) N. Berti 81’ | Marcatori | 86’ Baldieri |

| Arbitro: | Beschin (Legnago) |

|                            |           |                                                       |
| Ceramicola 8’ Baldieri 66’ | Marcatori | 32’ Sgarbossa 33’ M. Esposito 45’ Padovano 85’ Mateut |

| Arbitro: | Borriello (Mantova) |

|                                   |           |  |
| Winter 27’ Cravero 45’ Boksic 77’ | Marcatori |  |

| Arbitro: | Trentalange (Torino) |

|  |           |              |
|  | Marcatori | 42’ Oliveira |

## Coppa Italia

### Truni preliminari
| Arbitro: | Cinciripini (Ascoli Piceno) |

|                        |           |  |
| Pittana 61’ Branca 78’ | Marcatori |  |

| Arbitro: | Amendolia (Messina) |

|                                               |           |                          |
| Russo 50’ Melchiori 68’ Ceramicola 79’ (rig.) | Marcatori | 37’ Pittana 39’ Biagioni |

## Statistiche

### Statistiche di squadra
| Competizione | Punti | In casa | In casa | In casa | In casa | In casa | In casa | In trasferta | In trasferta | In trasferta | In trasferta | In trasferta | In trasferta | Totale | Totale | Totale | Totale | Totale | Totale | DR  |
| Competizione | Punti | G       | V       | N       | P       | Gf      | Gs      | G            | V            | N            | P            | Gf           | Gs           | G      | V      | N      | P      | Gf     | Gs     | DR  |
| ------------ | ----- | ------- | ------- | ------- | ------- | ------- | ------- | ------------ | ------------ | ------------ | ------------ | ------------ | ------------ | ------ | ------ | ------ | ------ | ------ | ------ | --- |
| Serie A      | 11    | 17      | 2       | 4       | 11      | 16      | 29      | 17           | 1            | 1            | 15           | 12           | 43           | 34     | 3      | 5      | 26     | 28     | 72     | -44 |
| Coppa Italia | -     | 2       | 1       | 0       | 0       | 3       | 2       | 1            | 0            | 0            | 1            | 0            | 2            | 3      | 1      | 0      | 1      | 3      | 4      | -1  |
| Totale       | -     | 19      | 3       | 4       | 11      | 19      | 31      | 18           | 1            | 1            | 16           | 12           | 45           | 37     | 4      | 5      | 27     | 31     | 76     | -45 |

### Statistiche dei giocatori
Sono in corsivo i calciatori che hanno lasciato la società a stagione in corso.
| Giocatore        | Serie A  | Serie A | Serie A     | Serie A    | Coppa Italia | Coppa Italia | Coppa Italia | Coppa Italia | Totale   | Totale | Totale      | Totale     |
| Giocatore        | Presenze | Reti    | Ammonizioni | Espulsioni | Presenze     | Reti         | Ammonizioni  | Espulsioni   | Presenze | Reti   | Ammonizioni | Espulsioni |
| ---------------- | -------- | ------- | ----------- | ---------- | ------------ | ------------ | ------------ | ------------ | -------- | ------ | ----------- | ---------- |
| S. Altobelli     | 18       | 0       | ?           | ?          | 2            | 0            | 0            | 0            | 20       | 0      | 0+          | 0+         |
| K. Ayew          | 18       | 3       | ?           | ?          | 0            | 0            | 0            | 0            | 18       | 3      | 0+          | 0+         |
| P. Baldieri      | 29       | 7       | ?           | ?          | 0            | 0            | 0            | 0            | 29       | 7      | 0+          | 0+         |
| M. Barollo       | 9        | 0       | ?           | ?          | 2            | 0            | 0            | 0            | 11       | 0      | 0+          | 0+         |
| R. Biondo        | 31       | 2       | ?           | ?          | 2            | 0            | 0            | 0            | 33       | 2      | 0+          | 0+         |
| S. Carobbi       | 11       | 0       | ?           | ?          | 0            | 0            | 0            | 0            | 11       | 0      | 0+          | 0+         |
| G. Cazzella      | 1        | 0       | ?           | ?          | 0            | 0            | 0            | 0            | 1        | 0      | 0+          | 0+         |
| G. Ceramicola    | 31       | 2       | ?           | ?          | 2            | 1            | 0            | 0            | 33       | 3      | 0+          | 0+         |
| C. D'Onofrio     | 0        | 0       | ?           | ?          | 0            | 0            | 0            | 0            | 0        | 0      | 0+          | 0+         |
| A. D'Amblè       | 1        | 0       | ?           | ?          | 0            | 0            | 0            | 0            | 1        | 0      | 0+          | 0+         |
| S. Erba          | 6        | 0       | ?           | ?          | 0            | 0            | 0            | 0            | 6        | 0      | 0+          | 0+         |
| A. Fattizzo      | 1        | 0       | ?           | ?          | 0            | 0            | 0            | 0            | 1        | 0      | 0+          | 0+         |
| L. Frisullo      | 1        | 0       | ?           | ?          | 1            | 0            | 1            | 0            | 2        | 0      | 1+          | 0+         |
| G. Gatta         | 31       | -67     | ?           | ?          | 0            | -0           | 0            | 0            | 31       | -67    | 0+          | 0+         |
| V. Gazzani       | 28       | 2       | ?           | ?          | 1            | 0            | 0            | 0            | 29       | 2      | 0+          | 0+         |
| Gérson           | 31       | 3       | ?           | ?          | 2            | 0            | 0            | 0            | 33       | 3      | 0+          | 0+         |
| A. Gumprecht     | 7        | 0       | ?           | ?          | 0            | 0            | 0            | 0            | 7        | 0      | 0+          | 0+         |
| E. Ingrosso      | 2        | 0       | ?           | ?          | 0            | 0            | 0            | 0            | 2        | 0      | 0+          | 0+         |
| P. Luiso         | 0        | 0       | ?           | ?          | 0            | 0            | 0            | 0            | 0        | 0      | 0+          | 0+         |
| F. Marchegiani   | 0        | 0       | ?           | ?          | 0            | 0            | 0            | 0            | 0        | 0      | 0+          | 0+         |
| S. Melchiori     | 28       | 0       | ?           | ?          | 2            | 1            | 0            | 0            | 30       | 1      | 0+          | 0+         |
| A. Morello       | 4        | 0       | ?           | ?          | 0            | 0            | 0            | 0            | 4        | 0      | 0+          | 0+         |
| R. Napolitano    | 0        | -0      | ?           | ?          | 0            | -0           | 0            | 0            | 0        | -0     | 0+          | 0+         |
| E. Notaristefano | 29       | 2       | ?           | ?          | 1            | 0            | 0            | 0            | 30       | 2      | 0+          | 0+         |
| R. Olive         | 13       | 0       | ?           | ?          | 0            | 0            | 0            | 0            | 13       | 0      | 0+          | 0+         |
| P. Padalino      | 30       | 3       | ?           | ?          | 2            | 0            | 0            | 0            | 32       | 3      | 0+          | 0+         |
| C. Russo         | 0        | 0       | ?           | ?          | 0            | 0            | 0            | 0            | 0        | 0      | 0+          | 0+         |
| O. Russo         | 28       | 4       | ?           | ?          | 2            | 1            | 0            | 0            | 30       | 5      | 0+          | 0+         |
| L. Tóffoli       | 5        | 0       | ?           | ?          | 1            | 0            | 0            | 0            | 6        | 0      | 0+          | 0+         |
| D. Torchia       | 5        | -5      | ?           | ?          | 2            | -4           | 0            | 0            | 7        | -9     | 0+          | 0+         |
| S. Trinchera     | 25       | 0       | ?           | ?          | 1            | 0            | 0            | 0            | 26       | 0      | 0+          | 0+         |
| R.E. Verga       | 14       | 0       | ?           | ?          | 1            | 0            | 0            | 0            | 15       | 0      | 0+          | 0+         |